# Ostrów Wielki (Wdzydze)

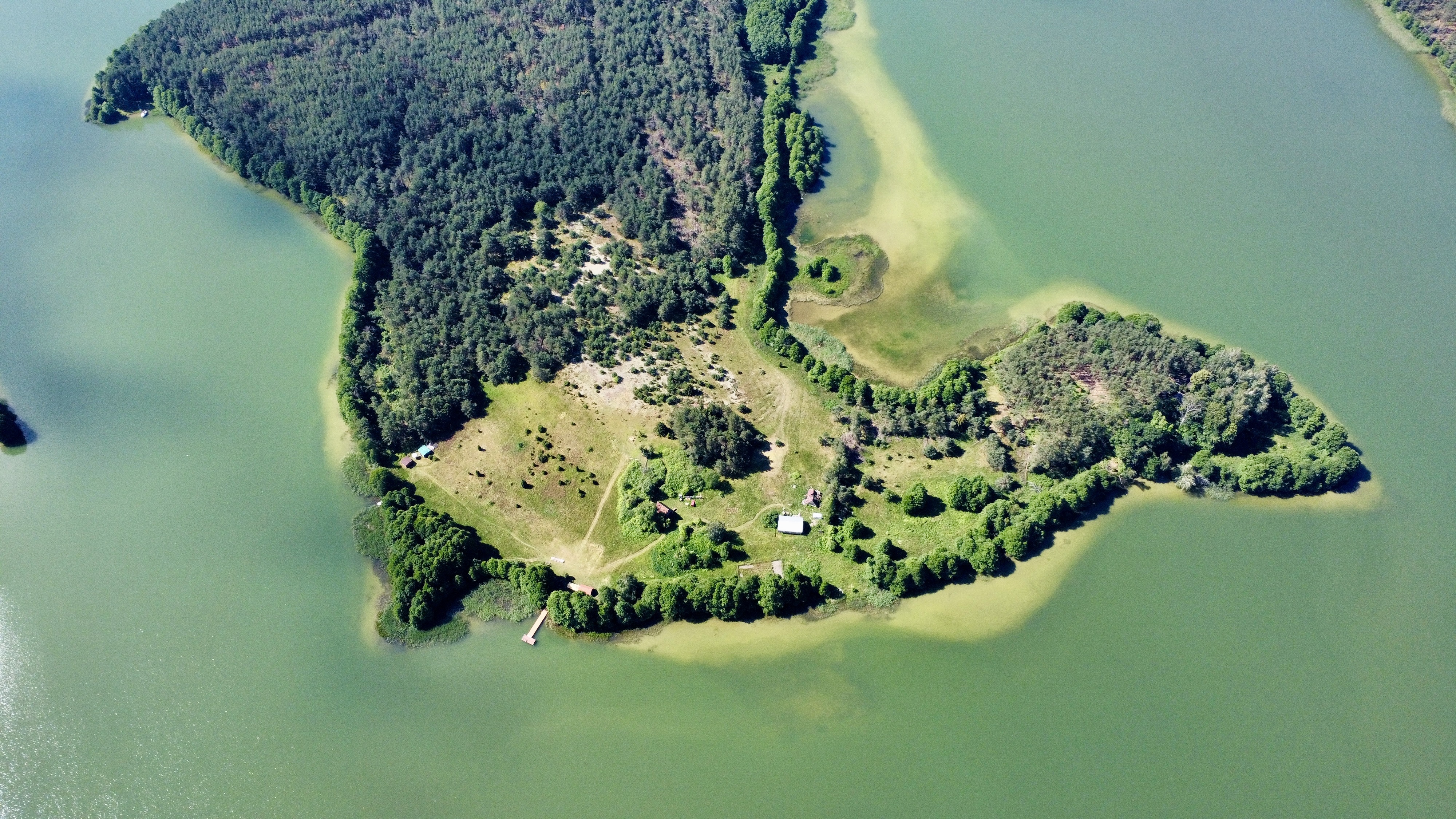
Widok na zamieszkałą część wyspy z lotu ptaka

Ostrów Wielki (kaszb. Wiôldżi Òstrow) – największa wyspa znajdująca się na jeziorze Wdzydze. Wyspa jest jednym z etapów szlaku wodnego rzeki Wdy.
Jest jedną z największych wysp jeziornych w Polsce o powierzchni 90,66 ha.

## Mieszkańcy i infrastruktura
Północna nadbrzeżna część wyspy była zamieszkana przed II wojną światową przez ponad 20 osób i mieszkało tu około 7 pokoleń od co najmniej XVIII wieku. Na wyspie znajdują się domki rekreacyjne, letniskowe, kilka pomostów, przedwojenne gospodarstwo wiejskie i popularny krzyż na wzniesieniu wyspy, przy którym odbywały się msze od początków XX wieku.

## Zwierzęta
Teren częściowo zamieszkują m.in. zwierzęta takie jak czapla siwa, kormorany, perkoz dwuczuby, łabędź niemy, czajka, myszołów, bobry.

## Podstawowe dane statystyczne
Powierzchnia 90,66 ha, długość około 3 km; druga co do wielkości wyspa jeziorna w Polsce. 